# Пелатуса
Пелату̀са (на гръцки: Πελαθούσα) е село в Кипър, окръг Пафос. Според статистическата служба на Република Кипър през 2001 г. селото има 49 жители.
Намира се на 5 км източно от Полис.